# Fougeryt
Fougeryt (zielona rdza) – minerał żelaza występujący w poziomie glejowym gleby i odgrywający istotną rolę w obiegu żelaza w przyrodzie oraz tworzeniu złoży tlenków żelaza. Budowa niebieskozielonych składników gleby występujących w warunkach dużej wilgotności i braku dostępu powietrza, określanych jako zielona rdza, badana była od kilkudziesięciu lat, jednak zaklasyfikowanie tych struktur przez International Mineralogical Association jako minerału nastąpiło dopiero w roku 2004 (pod numerem IMA 2003-057).
Fougeryt jest hydroksosolą, zasadowym węglanem żelaza(II) i (III) o wzorze [FeII4FeIII2(OH)12]2+·[CO3·~3H2O]2−. Jego charakterystyczne zabarwienie jest podstawą klasyfikacji danej warstwy gleby jako poziomu glejowego. Na powietrzu jest nietrwały i szybko utlenia się do FeIII(O)OH, np. lepidokrokitu lub goethytu, zmieniając zabarwienie na brązowe.
Nazwa minerału pochodzi od miejscowości Fougères w Bretaniii (Francja), w pobliżu której znajduje się jego typowe miejsce występowania (locus typicus).
Fougeryt jest aktywny w reakcjach redoks. M.in. wiąże z roztworów rakotwórcze jony chromu(VI) i redukuje je do chromu(III), tworząc przy tym nierozpuszczalne formy o strukturze goethytu. Z kolei kationy neptunylowe [NpVO2]+ ulegają związaniu z fougerytem, a następnie redukcji do nierozpuszczalnego neptunu(IV). Proces ten badany jest pod kątem wykorzystania do zabezpieczania odpadów promieniotwórczych po zużytym paliwie jądrowym. Neptun występuje w nim wprawdzie w ilości jedynie ok. 0,05%, ale ze względu na jego długi czas połowicznego rozpadu (ok. 2 mln lat) i dużą mobilność NpO2+ w glebie, istnieją obawy, że w odległej przyszłości mógłby on wydostać się w sposób niekontrolowany poza miejsca składowania. Redukcja do formy nierozpuszczalnej powinna zapobiec takiemu scenariuszowi.